# Konservativa partiet (Rumänien)
Konservativa partiet (rumänska: Partidul Conservator, PC), var ett konservativt parti i Rumänien, bildat i 1991 efter kommunistregimens fall. Från 2005 till 2006 var partiet ett av regeringspartierna.  Partiet hette ursprungligen Rumänska humanistpartiet (Partidul Umanist Român, PUR), vilket ändrades 7 maj 2005. 19 juni 2015 slogs partiet samman med Liberala reformistpartiet och bildade Alliansen för liberaler och demokrater.
Partiet verkade för tradition, familj, social solidaritet, europeiska integration och nationalism utan chauvinism. Partiet ansåg sig ha sina rötter i det historiska Rumänska konservativa partiet, som var ett av de två största partierna i landet ända fram till första världskriget. Det fanns dock ingen direkt koppling mellan partierna, eftersom Rumänska konservativa partiet upplöstes efter första världskriget.